# Charlotte Kempenaers-Pocz
Charlotte Kempenaers-Pocz (ur. 11 września 2004 w Glengowrie) – australijska tenisistka.

## Kariera tenisowa
1 sierpnia 2022 zajmowała najwyższe miejsce w rankingu singlowym WTA Tour – 826. pozycję, oraz 1 sierpnia 2021 osiągnęła najwyższą lokatę w deblu – 468. miejsce.
W 2017 roku zwyciężyła w grze pojedynczej podczas mistrzostw Australii do lat 14, a w 2018 została finalistką tych rozgrywek. W 2017 roku triumfowała też w mistrzostwach Australii do lat 14 na kortach ceglanych.
W 2021 roku zadebiutowała w turnieju głównym zawodów wielkoszlemowych, przegrywając w pierwszej rundzie gry podwójnej podczas Australian Open. Jej partnerką była mistrzyni wielkoszlemowa i była liderka rankingu singlowego, Simona Halep.